# Усть-Зулинское сельское поселение
Усть-Зулинское се́льское поселе́ние — муниципальное образование в Юрлинском районе Пермского края Российской Федерации.
Административный центр — село Усть-Зула.

## История
Статус и границы сельского поселения установлены Законом Коми-Пермяцкого автономного округа от 19 ноября 2004 года № 63 «Об утверждении границ и о наделении статусом муниципальных образований Юрлинского района Коми-Пермяцкого автономного округа»

## Население
| 2010  | 2012  | 2013  | 2014  | 2015  | 2016  | 2017  |
| ----- | ----- | ----- | ----- | ----- | ----- | ----- |
| 1301  | ↘1270 | ↘1245 | ↘1205 | ↘1121 | ↘1068 | ↘1026 |
| 2018  | 2019  |       |       |       |       |       |
| ↘1004 | ↘968  |       |       |       |       |       |

## Состав сельского поселения
| №  | Населённый пункт | Тип населённого пункта       | Население |
| -- | ---------------- | ---------------------------- | --------- |
| 1  | Букреева         | деревня                      | 80        |
| 2  | Булдыри          | деревня                      | 46        |
| 3  | Верхняя Лобанова | деревня                      | 67        |
| 4  | Демидова         | деревня                      | 105       |
| 5  | Ефремова         | деревня                      | 14        |
| 6  | Миронова         | деревня                      | 49        |
| 7  | Нижняя Лобанова  | деревня                      | 1         |
| 8  | Новоселова       | деревня                      | 18        |
| 9  | Пестерева        | деревня                      | 81        |
| 10 | Пож              | деревня                      | 220       |
| 11 | Сергеева         | деревня                      | 108       |
| 12 | Тимина           | деревня                      | 74        |
| 13 | Усть-Зула        | село, административный центр | 222       |
| 14 | Усть-Мельничная  | деревня                      | 2         |
| 15 | Усть-Пышья       | посёлок                      | 43        |
| 16 | Федотова         | деревня                      | 2         |
| 17 | Чугайнов Хутор   | посёлок                      | 169       |

### упразднённые населённые пункты
- Сюрол — деревня, упразднена в 2022 году[11]